# Claude Lorimier de Chamilly
Pour les articles homonymes, voir Chamilly.
Claude Lorimier de Chamilly, comte d'Étoges, né le 21 mai 1732 à Paris et mort guillotiné dans la même ville le 23 juin 1794, est l'un des premiers valets de chambre de Louis XVI.

## Biographie

### Famille
Claude Christophe Lorimier de Chamilly est né le 21 mai 1732 à Paris. Il est le fils aîné d'Antoine Lorimier (1688-1755) et de son épouse, Marie-Louise Boucher (1694-1742). Il est baptisé à Saint-Sulpice le 25 mai 1732 et a pour parrain et marraine Pierre-Christian Texier d'Esteuil et Claude-Angélique Boucher. Son père est secrétaire du roi.

### Carrière
En 1752, il devient intendant et contrôleur des écuries et livrées du roi. Le 25 août 1764, il achète la charge de premier valet de chambre du roi à Pierre de La Roche, qui a obtenu la survivance de son oncle maternel, Dominique Lebel. Ce dernier meurt en 1768 et son neveu le suit en 1771, ce qui permet à Claude Lorimier de Chamilly d'entrer en fonction.
En 1778, il obtient la survivance de sa charge pour son fils, Claude-René Lorimier de Chamilly. Dès lors, ils travaillent tous deux auprès du roi. Ils s'avèrent des serviteurs aussi discrets que fidèles pour Louis XVI. En 1782, Chamilly achète le château d'Étoges à Ambroise Clément de Feillet grâce à la fortune de sa femme. Il devient donc comte d'Étoges, mais c'est son fils qui utilise ce titre.
Il reste constamment présent auprès du roi tout au long de la période révolutionnaire. C'est par exemple lui qui négocie avec les chevaliers du poignard lors de la journée du 28 février 1791 afin de les disperser pour éviter le soulèvement populaire. Il participe à la fête de la Rosière à Étoges en juillet 1791, à cette occasion, les tensions sont palpables avec le maire, Étienne Lambert, qui est un ami de Saint-Just et révolutionnaire convaincu.
Le 10 août 1792, il parvient à s'échapper des Tuileries in extremis et rejoint la famille royale à l'Assemblée. Il accompagne le roi et sa famille aux Feuillants. Il est le seul des premiers valets de chambre à être autorisé à suivre le roi dans son emprisonnement au Temple. Le roi n'a plus à son service que lui et François Hüe.
La vie au Temple est compliquée : les deux valets du roi se prêtent leur linge de maison et partagent le même lit. Le 19 août 1792, au beau milieu de la nuit, il est conduit à l'hôtel de ville pour être interrogé par la Commune. À l'issue de l'interrogatoire, Chamilly se voit signifier qu'il ne peut pas retourner auprès du roi, n'étant pas un membre de sa famille ; il est alors transféré à la prison de La Force. Début septembre, il faillit être égorgé et échappe de peu aux massacres. Curieusement, il est « acquitté » par le peuple qui le porte en triomphe chez lui le 2 septembre. 
Après la mort de Louis XVI, il reste libre. Mais il est finalement arrêté avec son fils le 9 février 1794 à l'instigation du comité révolutionnaire de la section des Piques. Chamilly est incarcéré à la prison du Luxembourg et condamné à mort par le tribunal révolutionnaire le 5 messidor an II :
« Claude-Christophe Lorimier de Chamilly, ex-noble et valet de chambre du défunt tyran, a été accusé de correspondance interdite. Trouvé chez lui, une note sans date, concernant les projets contre-révolutionnaires de Coblentz et une lettre qui prouve ses relations hors de France. »
Il meurt sur l'échafaud de la place du Trône-Renversé le jour même, à l'âge de 62 ans.
Son fils, Claude-René Lorimier de Chamilly a plus de chance : détenu à la prison de la Bourbe, il est libéré après le 9 thermidor. Il vit tranquillement en France jusqu'à la Restauration. Louis XVIII récompense sa fidélité en le faisant son premier valet de chambre.

### Mariage et descendance

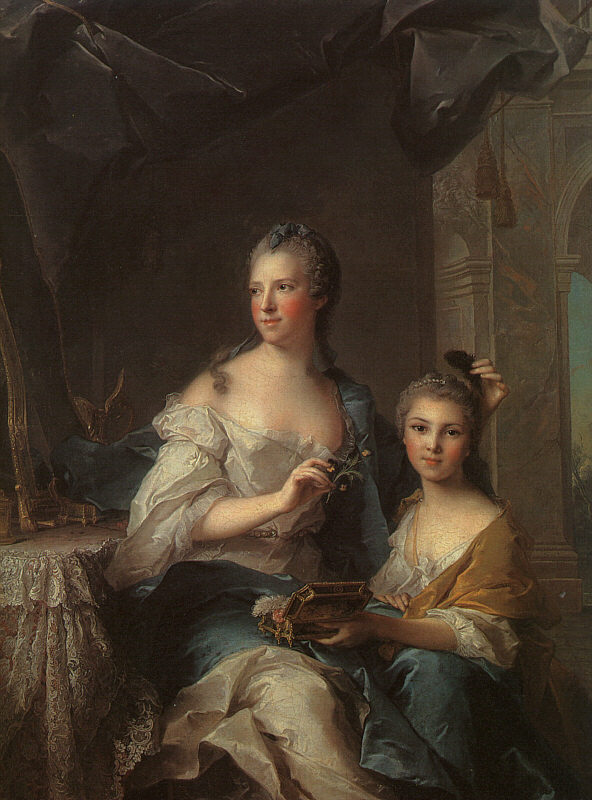
Marie-Thérèse en 1749 et sa mère Marie Catherine née Leleu (~1716 - 1756)

Le 27 avril 1756, il épouse en l'église Saint-Eustache de Paris Marie-Thérèse Marsollier (1738-1787), fille de René Marsollier, un riche drapier parisien. Ils ont deux enfants :
- Claude-René (1759-1837) ;
- Octavie (1762-1849), mariée avec Louis de Pernon (1740-1793), dont postérité.

## Titres
- « Marquis de Chamilly » (1755-1794).
- Comte d'Étoges (1782-1794).

## Armoiries
| Figure | Blasonnement                                                                      |
| ------ | --------------------------------------------------------------------------------- |
|        | De gueules au chef d'or chargé d'un lion de sable accosté de deux aigles du même. |

## Articles liés
- Premier valet de chambre